# Nagy rozsdafarktirannusz
A nagy rozsdafarktirannusz avagy nagytaréjú tirannusz (Myiarchus crinitus) a madarak osztályának a verébalakúak (Passeriformes) rendjébe, a királygébicsfélék (Tyrannidae) családjába tartozó faj.

## Rendszerezése
A fajt Carl von Linné svéd természettudós írta le 1758-ban, a Turdus nembe Turdus crinitus néven.

## Előfordulása
Kanadában és az Amerikai Egyesült Államokban költ, telelni délre, Mexikó, Haiti, Kuba, a Turks- és Caicos-szigetek, a Bahama-szigetek, Puerto Rico, Belize, Costa Rica, Guatemala, Honduras, Nicaragua, Salvador, Panama, Ecuador, Kolumbia, és Venezuela területére vonul. 
Természetes élőhelyei a szubtrópusi és trópusi síkvidéki esőerdők, lombhullató erdők, mérsékelt övi erdők, lápok és mocsarak környéke. Megtelepült a legelőkön és városi környezetben is.

## Megjelenése
Testhossza 21 centiméter, tömege 27–40 gramm.
|  |

## Életmódja
Rovarokkal és más gerinctelenekkel táplálkozik, de kisebb bogyókat és egyéb gyümölcsöket is fogyaszt.

## Természetvédelmi helyzete
Az elterjedési területe rendkívül nagy, egyedszáma pedig stabil. A Természetvédelmi Világszövetség Vörös listáján nem fenyegetett fajként szerepel.